# یواس‌اس ویکفیلد (ای‌پی-۲۱)
یواس‌اس ویکفیلد (ای‌پی-۲۱) (به انگلیسی: USS Wakefield (AP-21)) یک کشتی بود که طول آن ۷۰۵ فوت (۲۱۵ متر) بود. این کشتی در سال ۱۹۳۱ ساخته شد.